# Битва при Нгомано
Бой при Нгомано (нем. Schlacht von Ngomano) — бой между немецкими и португальскими войсками во время Восточноафриканской кампании Первой мировой войны на севере современного Мозамбика. 
Немецкая колониальная армия в Германской Восточной Африке, под командованием Пауля Эмиля фон Леттов-Форбека сражавшаяся против британских и бельгийских войск с осени 1914 года, к концу 1917 года испытывала большую нехватку во всём, особенно в боеприпасах. Чтобы решить эту проблему, немцы решили вторгнуться в португальскую Восточную Африку и снабдить себя необходимыми материалами, захватив их у португальцев.
Португальский отряд под командованием майора Жуана Тейшейры Пинту, ветерана с опытом боевых действий в Африке, был отправлен, чтобы помешать фон Леттов-Форбеку пересечь границу. В распоряжении Пинту было 900 солдат с шестью пулеметами и большим запасом боеприпасов. По прибытии в Нгомано, лежащем на южном берегу реки Ровума, 20 ноября португальцы начали строительство большого лагеря и не позаботились об оборудовании оборонительных позиций. В это время фон Леттов-Форбека подошёл с севера к реке с 1500–2000 закаленными в боях солдатами и многочисленными носильщиками.
Утром 25 ноября португальский гарнизон в Нгомано получил сообщение от офицера британской разведки о неизбежности нападения немецких войск. Несмотря на это, португальцы были в значительной степени не готовы, когда началась атака. Для отвлечения внимания немцы обстреляли лагерь разрывными снарядами с другого берега реки и продолжали движение вверх по течению, а затем переправились через Ровума, вне поля зрения португальцев. Пинту, португальский комендант гарнизона, ожидал атаки со стороны реки, с севера, но немцы окружили посёлок с юга, юго-запада и запада. Окружив португальский гарнизон, фон Леттов-Форбек смог подтянуть четыре пулемета к окопам противника, откуда они открыли огонь с близкого расстояния, чтобы не тратить боеприпасы впустую. После того как Пинту и несколько других офицеров были убиты в начале боя, среди португальских солдат началась паника. Понеся тяжелые потери, потеряв своего командира и оказавшись в безнадежной ситуации, португальцы сдались, несмотря на то что у них было достаточно боеприпасов для продолжения боя.
Немцам достались 250 000 патронов, шесть пулеметов и нескольких сотен винтовок, которыми они заменили не имевшие боеприпасов «маузеры», уничтоженные за ненадобностью. Даже изношенные немецкие мундиры заменили на португальские. Около 700 португальских пленных в дальнейшем использовались фон Леттов-Форбеком в качестве носильщиков. 
Фон Леттов-Форбек недолго оставался в Нгомано, вместо этого двинулся на юг, чтобы атаковать другие португальские позиции. Он оставил только одну роту в Нгомано, чтобы прикрыть свой тыл, если британцы последуют за ним в португальскую Восточную Африку. Войска фон Леттова-Форбека одержали еще несколько побед, захватив много припасов и боеприпасов, прежде чем отступить обратно в 1918 году в Германскую Восточную Африку.